# Туфара
Туфа̀ра (на италиански: Tufara) е село и община в Южна Италия, провинция Кампобасо, регион Молизе. Разположено е на 420 m надморска височина. Населението на общината е 1000 души (към 2010 г.).